# 鈴木英昭
鈴木 英昭（すずき ひであき、1935年7月23日 -2017年8月29日 ）は、日本の牧師、聖書学者。東京都出身。山形大学卒業、神戸改革派神学校卒業。日本キリスト改革派教会牧師。

## 書籍

### 著書
- ウェストミンスター小教理問答案内、つのぶえ社
- 『ルカの福音書』（新聖書講解シリーズ）、いのちのことば社、1983年
- 「ヨハネの黙示録」『実用聖書注解』いのちのことば社、1995年
- 『主よ、きたりませ』

### 訳書
- ウィリアム・ヘンドリクセン『死後と終末』つのぶえ社、1983年
- W.J.グリヤー『終わりの時-キリストの再臨についての聖書研究』聖恵授産所出版部、1981年
- 「クリスチャンの家庭生活」、いのちのことば社
- 「説教」、いのちのことば社
- 「十戒」、いのちのことば社
- 『御霊に満たされることの意味』マーティン・ロイドジョンズ いのちのことば社
- 『働くことの意味』マーティン・ロイドジョンズ いのちのことば社
- 『結婚することの意味』マーティン・ロイドジョンズ いのちのことば社